# Henrik
Henrik eller, mindre vanligt, Henric är ett mansnamn som kommer från det tyska namnet Heinrich. Namnet är bildat av en förled som ursprungligen var antingen Heim(i) 'hem' eller Hagan 'inhägnat område' och efterleden ric 'härskare' och betyder således 'härskaren av hemmet', eller i vissa fall enbart härskare. Ibland används formerna Henke, Henka, Hempa och Henkis som smeknamn.
Namn som bildats som underformer av Henrik är Harry och Henry.
Namnet var vanligt i Sverige under 1970- och 80-talen, men har sedan dess minskat i vanlighet. Det tillhör fortfarande de 100 vanligaste namnen och är förhållandevis populärt. 31 december 2019 fanns det totalt 61 080 personer i Sverige med namnet Henrik, varav 30 553 med det som tilltalsnamn. Motsvarande siffror för namnformen Henric är 3 080 och 1 760. År 2014 fick 29 pojkar namnet Henrik som tilltalsnamn.
Namnsdag: i Sverige 19 januari, sedan medeltiden, i olika former. Hindersmässa firas detta datum till minne av Sankt Henrik. I den finlandssvenska namnsdagslängden har Henrik namnsdag 19 januari sedan 1929, då en egen namnsdagskalender togs i bruk för finlandssvenskar.

## Personer med namnet Henrik
- Sankt Henrik, Finlands apostel och skyddshelgon och den första biskopen i Åbo
- Henrik av Flandern, bysantinsk kejsare
- Ett antal tyska kungar och tysk-romerska kejsare:
  - Henrik I av Tyskland, tysk kung
  - Henrik II, tysk kung och tysk-romersk kejsare
  - Henrik III, tysk kung och tysk-romersk kejsare
  - Henrik IV, tysk kung och tysk-romersk kejsare
  - Henrik V, tysk kung och tysk-romersk kejsare
  - Henrik VI, tysk kung och tysk-romersk kejsare
  - Henrik VII, tysk kung och tysk-romersk kejsare
  - Henrik Raspe, tysk motkung och lantgreve av Thüringen
- Ett antal franska kungar:
  - Henrik I av Frankrike, fransk kung
  - Henrik II av Frankrike, fransk kung
  - Henrik III av Frankrike, fransk kung
  - Henrik IV av Frankrike, fransk kung
  - Henrik V av Frankrike, fransk kung
- Ett antal engelska kungar:
  - Henrik I av England, engelsk kung
  - Henrik II av England, engelsk kung
  - Henrik III av England, engelsk kung
  - Henrik IV av England, engelsk kung
  - Henrik V av England, engelsk kung
  - Henrik VI av England, engelsk kung
  - Henrik VII av England, engelsk kung
  - Henrik VIII av England, engelsk kung
- Ett antal danska kungligheter:
  - Henrik av Danmark, gift med drottning Margrethe II av Danmark
  - Henrik, greve av Monpezat, son till prins Joachim och barnbarn till drottning Margrethe II
  - Henrik Skadelår, dansk prins
  - Henrik av Sønderjylland, dansk hertig
- Ett antal preussiska prinsar:
  - Henrik av Preussen (1726-1802), preussisk prins
  - Henrik av Preussen (1862-1929), preussisk prins och amiral
- Ett antal portugisiska kungligheter:
  - Henrik I av Portugal, portugisisk kung
  - Henrik av Burgund, greve av burgund, senare greve av Portugal
  - Henrik Sjöfararen, portugisisk prins
- Ett antal kastilianska kungar:
  - Henrik I av Kastilien, kastiliansk kung
  - Henrik II av Kastilien, kastiliansk kung
  - Henrik III av Kastilien, kastiliansk kung
  - Henrik IV av Kastilien, kastiliansk kung
- Henrik II av Champagne, hertig av Champagne och vald till kung av Jerusalem
- Henrik av Nederländerna, nederländsk prins
- Henrik av Mecklenburg-Schwerin, nederländsk prins
- Prins Henrik, hertig av Cumberland och Strathearn, brittisk prins
- Prins Henrik, hertig av Gloucester, brittisk prins
- Henrik av Battenberg, brittisk prins
- Henri II av Bourbon, fransk prins
- Henrik den stolte, hertig av Sachsen
- Henrik Lejonet, hertig av Bayern och Sachsen
- Henrik den svarte, greve av Schwerin
- Ett antal grevar av Holstein:
  - Henrik II av Holstein "Järn-Henrik", greve av Holstein
  - Henrik III av Holstein, greve av Holstein
  - Henrik IV av Holstein, greve av Holstein
- Henrik Julius av Braunschweig-Wolfenbüttel, furste av Braunschweig-Wolfenbüttel
- Ett antal hertigar av Braunschweig-Wolfenbüttel:
  - Henrik I av Braunschweig-Wolfenbüttel, hertig av Braunschweig-Wolfenbüttel
  - Henrik II av Braunschweig-Wolfenbüttel, hertig av Braunschweig-Wolfenbüttel
  - Henrik den mellerste av Braunschweig-Lüneburg, hertig av Braunschweig-Lüneburg
  - Henrik den milde av Braunschweig-Lüneburg, hertig av Braunschweig-Lüneburg
- Henrik från Kalkar, tysk mystiker
- Henrik från Nördlingen, tysk mystiker
- Henrik Harpestreng, dansk läkare och medicinsk författare
- Henrik Karlsson, svensk präst och ärkebiskop i Uppsala
- Henrik, dansk präst och biskop i Lund på 1000-talet
- Niels Henrik Abel, norsk matematiker
- Henrik Arnstad, svensk författare och journalist
- Henrik Brodin, svensk trumslagare
- Henrik Magnus von Buddenbrock, svensk generallöjtnant under hattarnas ryska krig
- Henrik Dagård, svensk tiokampare
- Henrik Dam, dansk biokemist, mottagare av Nobelpriset i fysiologi eller medicin 1943
- Henrik Dorsin, svensk komiker och skådespelare
- Henrik von Eckermann, svensk tävlingsryttare
- Henrik Eriksson (längdåkare)
- Henrik Fexeus, svensk författare och programledare
- Henrik Flöjt, finländsk skidskytt
- Henrik Forsberg, svensk längdskidåkare och skidskytt
- Anders Henrik Göransson, disponent vid Sandvikens Jernverk
- Heinrich Heine, tysk skald
- Heinrich Himmler, tysk nazist
- Henrik Ibsen, norsk dramatiker och författare
- Henrik Johnsson, svensk programledare/artistmanager
- Henrik S. Järrel, svensk radioman och moderat politiker
- Henrik Kristoffersen, norsk alpin skidåkare
- Henrik Kumlin, svensk guru och kreativ ledare
- Henrik Tellving, entreprenör och grundare av allabolag.se
- Henrik "Henke" Larsson, svensk fotbollsspelare
- Hendrik Lorentz, nederländsk matematiker och fysiker, mottagare av Nobelpriset i fysik 1902
- Henrik Lundqvist, svensk ishockeymålvakt, OS-guld 2006
- Henrik Lundström, svensk handbollsspelare
- Henrik Lundström, svensk skådespelare
- Henrik Menander, textförfattare till Arbetets söner och svenska texten till Internationalen
- Henrik Nilsson, svensk kanotist, OS-guld 2004, OS-silver 2000
- Henrik Olsson, svensk bloggare/artist
- Johann Heinrich Pestalozzi, schweizisk pedagog och författare
- Henrik Pontén, svensk jurist för Svenska Antipiratbyrån
- Henrik Pontoppidan, dansk författare och nobelpristagare
- Henrik Ramsay, finländsk politiker, utrikesminister
- Henrik Reuterdahl, svensk ärkebiskop 1856-1870, ledamot av Svenska Akademien
- Henric Schartau, svensk präst och upphovsman till schartauanismen
- Heinrich Schliemann, tysk arkeolog
- Henrik Schück, svensk litteraturhistoriker, universitetsrektor, ledamot av Svenska Akademien
- Henrik Schyffert, svensk komiker
- Henrik Sedin, svensk ishockeyspelare, OS-guld 2006
- Henrik Sjöberg, svensk friidrottare, förste svensken i OS
- Henrik Sjögren (läkare) (1899–1986), svensk läkare och oftalmolog
- Henrik Sjögren (kulturredaktör) (1926–2020), svensk kulturredaktör och kulturråd
- Henrik Sjögren (journalist) (född 1974), svensk journalist
- Henrik Shipstead, amerikansk politiker
- Henrik Skoog, svensk löpare
- Henrik Stangerup, dansk författare
- Henrik Stenson, svensk golfspelare, bragdmedaljör
- Henrik Strube, dansk musiker, författare och journalist
- Henrik Sundström, svensk tennisspelare
- Henrik Suso, tysk mystiker
- Henrik Svenungsson, svensk präst och biskop
- Henryk Szeryng, polsk violinist
- Henrik Tallinder, svensk ishockeyspelare
- Henric Tamm, svensk finansminister 1920-1921
- Henrik Tikkanen, finlandssvensk författare och konstnär
- Henrik Torehammar, svensk radiopratare och journalist
- Henrik Wergeland, norsk diktare
- Henrik Zetterberg, svensk ishockeyspelare, OS-guld 2006
- Carl Henrik Anckarsvärd, svensk greve, militär, politiker och skriftställare
- Carl-Henrik Hermansson, svensk kommunistledare
- Carl Henrik Nordlander, svensk jurist och ämbetsman, konsultativt statsråd, chef för Riksbanken
- Carl-Henric Svanberg, svensk företagsledare
- Fredrik Henrik af Chapman, svensk skeppsbyggare
- Pehr Henrik Ling, svensk gymnastikpedagog och skald, ledamot av Svenska Akademien

## Varianter[3]
- Enric (katalanska)
- Enrico (italienska)
- Enrique (spanska)
- Harri, Heikki, Henrikki (finska)
- Heinrich, Heiner, Heinz (tyska)
- Hendrik, Henk (nederländska, tyska, estniska)
- Henri (franska)
- Henrikas, Herkus (litauiska)
- Henrique (portugisiska)
- Henry, Harry (engelska)
- Henryk (polska)
- Hinrik (isländska)
- Hynek, Jindrich (tjeckiska)
- Indrek (estniska)
- Indriķis, Henrihs (lettiska)